# Aloe excelsa
Aloe excelsa es una especie de aloe, también conocido como "Zimbabwe aloe" y "noble aloe" es un árbol de la familia Xanthorrhoeaceae. Ha atraído la atención de los jardineros y los planificadores de parques por su aspecto imponente y la tolerancia a cualquier tipo de ambiente.

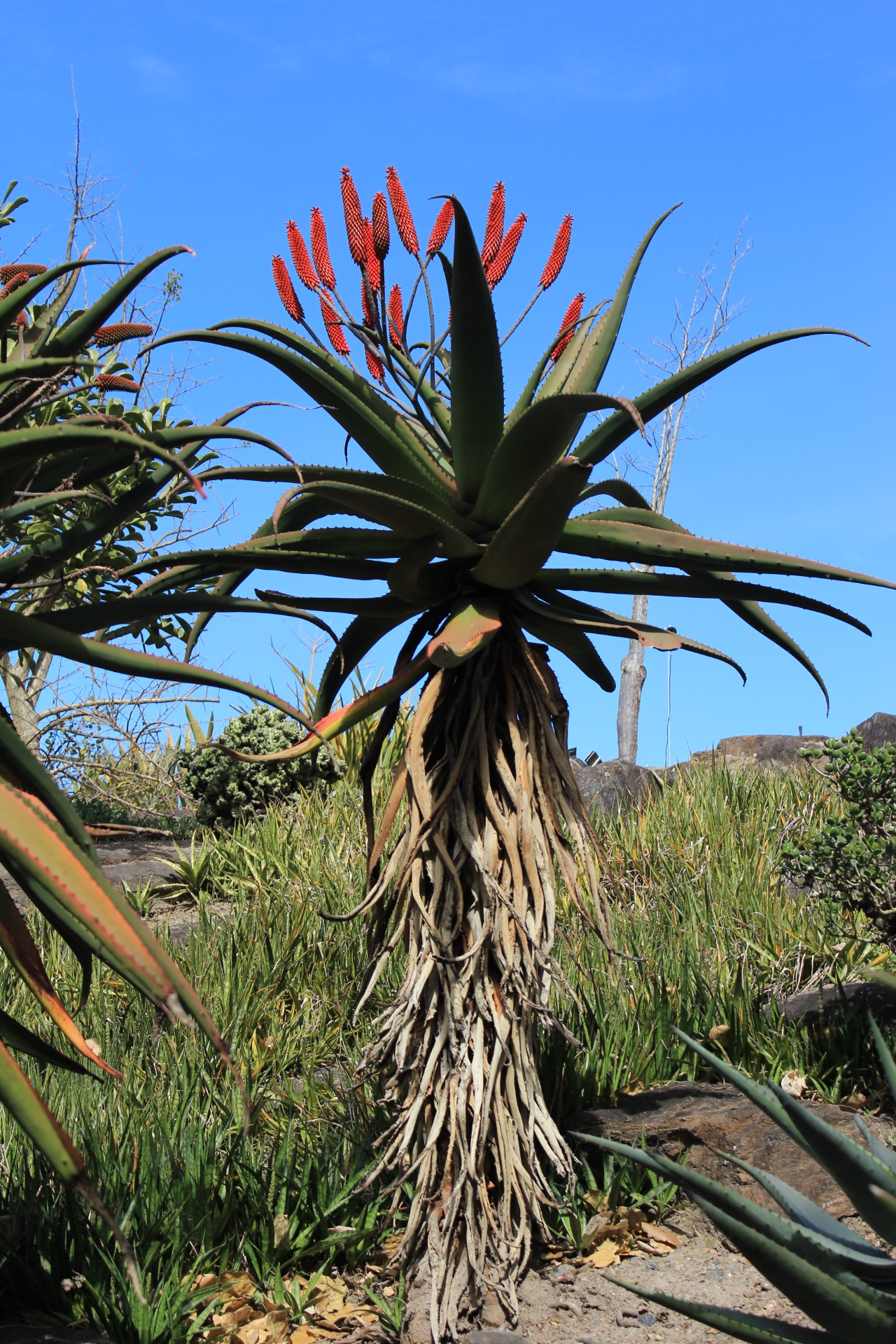
Vista de la planta

## Apariencia
Aloe excelsa es un aloe de gran tamaño que alcanza dimensiones de 5-6 metros de altura, aunque comúnmente se encuentran de 3 metros. Es de un solo tallo, la parte baja del tronco se encuentra envuelta en hojas muertas.

## Distribución y hábitat
Crece bien en localidades favorecidas con buen drenaje y suelos moderadamente estables, tales como laderas rocosas y boscosas. Se encuentra en un área relativamente pequeña del centro-sur de las montañas de Limpopo provincia de Sudáfrica en su límite sur a lo largo de la parte sur de la cuenca central de Zimbabue y que se extiende a lugares montañosos en el lado sur del Río Zambeze en Mozambique, con dos poblaciones periféricas que forman sus límites norte alrededor de Mulanje en Malaui y en la garganta de Kafue al otro lado del río Zambeze en Zambia.

## Taxonomía
Aloe excelsa fue descrita por A.Berger y publicado en Notizblatt des Königlichen botanischen Gartens und Museums zu Berlin 4: 247, en el año 1906.
Etimología
Ver: Aloe
excelsa: epíteto latino que significa "alta".
Sinonimia
- Aloe excelsa var. excelsa
- Aloe excelsa var. breviflora L.C.Leach (1977)[6][2]